# Cantonul Amiens-7 (Sud-Ouest)
Cantonul Amiens 7e (Sud-Ouest) este un canton din arondismentul Amiens, departamentul Somme, regiunea Picardia, Franța.

## Comune
| Comune       | Populație (1999) | Cod poștal | Cod INSEE |
| ------------ | ---------------- | ---------- | --------- |
| Amiens       | 135 501 (1)      | 80000      | 80021     |
| Pont-de-Metz | 1 656            | 80480      | 80632     |